# ウィリアム・アンダーソン (医師)

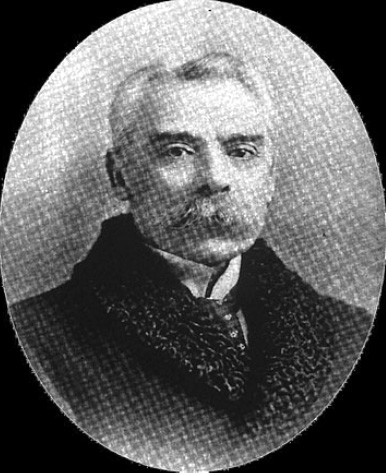
William Anderson

ウィリアム・アンダーソン（William Anderson, FRCS , MRCS , LRCP、1842年12月18日 - 1900年10月27日）は、イギリスの医師である。1873年に日本海軍の招きで来日し、海軍軍医寮で海軍軍医教育に当たった。日本美術のコレクションを作ったことでも知られる。

## 人物・経歴
ロンドンのショーディッチで生まれた。シティ・オブ・ロンドン・スクール、ランベス美術学校を経て、英国国教会系のセント・トーマス病院で医学教育を受ける。1869年に王立外科医師会会員となった。1871年にセント・トーマス病院で外科登録医兼解剖学助教授に任命された。セント・トーマス病院ではジョン・サイモン(John Simon)やクラーク(Wilfrid Le Gros Clark)のもとで働いた。
1873年に日本海軍の招きで来日し、海軍軍医学校の解剖学、外科学の教授となり、軍医の養成を行った。1880年に帰国し、セント・トーマス病院の外科医補になり、解剖学の上級教員になった。1891年にロイヤル・アカデミーの解剖学教授となった。1898年に被角血管腫の患者の報告したことでも知られ、この遺伝病のアンダーソン・ファブリー病（ファブリー病）には、彼の名前がつけられている。
この間日本美術の収集を行い、多くの版画や画本を集め、その時代のヨーロッパで最も優れたコレクションをつくりあげた。後にこのコレクションは大英博物館に売却された。
1891年にロンドン日本協会（The Japan Society of the UK）が設立されると、初代理事長となった。
1895年に日本政府から旭日章を受章した。

## 著書
- W. Anderson, Aiko Mabuchi: The Pictorial Arts of Japan. Neuauflage, 2008, ISBN 4-861-66028-9
- W. Anderson: The Deformities of the Fingers and Toes. Neuauflage, Nabu Press, 2010, ISBN 1-177-93480-9